# Roger Vadim
Roger Vadim (tiếng Pháp: [ʁɔ.ʒe va.dim]; 26 tháng 1 năm 1928 - 11 tháng 2 năm 2000) là một nhà biên kịch, đạo diễn phim và nhà sản xuất người Pháp. Ông cũng là một tác giả sách và thỉnh thoảng làm diễn viên.  Phim nổi tiếng nhất của ông là các bộ phim kích thích thị giác với chất khiêu dâm, chẳng hạn như And God Created Woman, Barbarella, và Pretty Maids All in a Row.

## Điện ảnh

### Biên kịch/đạo diễn
- The Naked Heart (1950)
- Blackmailed (1951)
- En Effeuillant la Marguerite/Mademoiselle Striptease (1956)
- And God Created Woman (1956)
- Sait-on jamais? (1957)[2]
- Sois belle et tais-toi/Be Beautiful but Shut up (1957)
- Les Bijoutiers du Clair de Lune/The Night Heaven Fell (1958)
- Les liaisons dangereuses/Dangerous Liaisons (1959)
- Blood and Roses (1960)
- La Bride sur le cou/Please Not Now! (1961)
- Les Sept péchés capitaux/Seven Capital Sins (1962)
- Les Parisiennes/Beds and Broads (1962)
- Le Repos du guerrier (fr)/Love on a Pillow (1962)
- Un château en Suède/Castle in Sweden (1963)
- Le vice et la vertu/Vice and Virtue (1963)
- La Ronde/Circle of Love (1964)
- La Curée/The Game is Over (1966)
- Spirits of the Dead (1968)
- Barbarella (1968)
- Pretty Maids All in a Row (1971)
- Hellé (1972)
- Don Juan ou Si Don Juan était une femme (1973)
- La jeune fille Assassinée/The Murdered Young Girl (1974)
- Une femme fidèle (1976)
- Bonheur, impair et passe (1977)
- Jeux de Nuit/Night Games (1980)
- The Hot Touch (1981)
- Surprise Party (1983)
- Faerie Tale Theatre (1984 TV, segment "Beauty and the Beast")
- The Hitchhiker (1986 TV, segment "Dead Man's Curve")
- And God Created Woman (remake) (1988)
- Safari (1991, TV movie)
- Amour fou (1993, TV movie)
- La Nouvelle tribu (1996, TV mini-series)
- Mon père avait raison (1996, TV movie)
- Un coup de baguette magique (1997, TV movie)

### Diễn viên
- School for Love (1955)
- Sweet and Sour (1963)
- Ciao! Manhattan (1972)
- The Assassinated Young Girl (1974)
- Rich and Famous (1981)
- Into the Night (1985)